# 陸基中段防禦系統

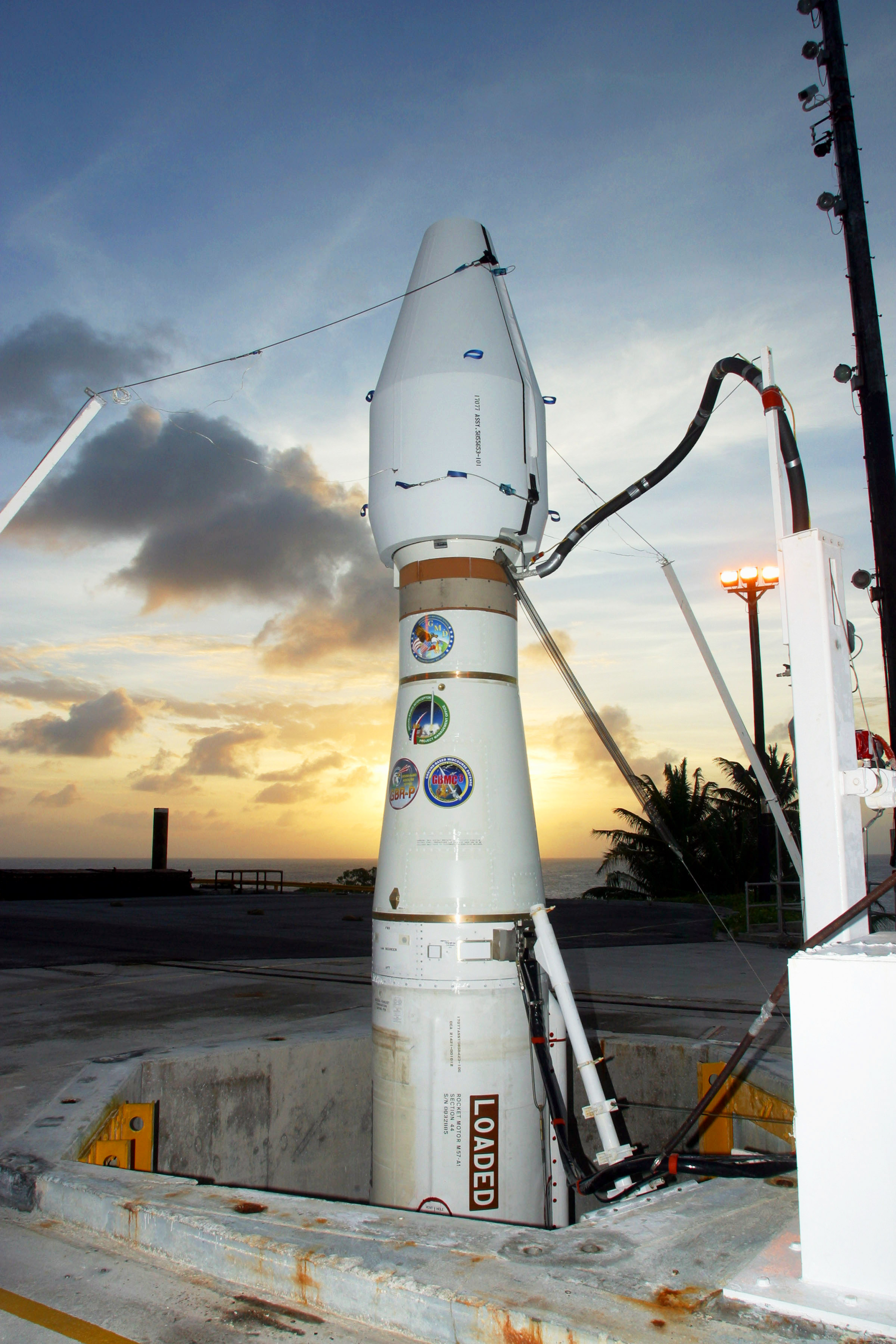
從發射井中探出頭的陸基攔截彈GBI飛彈，其彈頭為外大氣層截殺載具（EKV）。

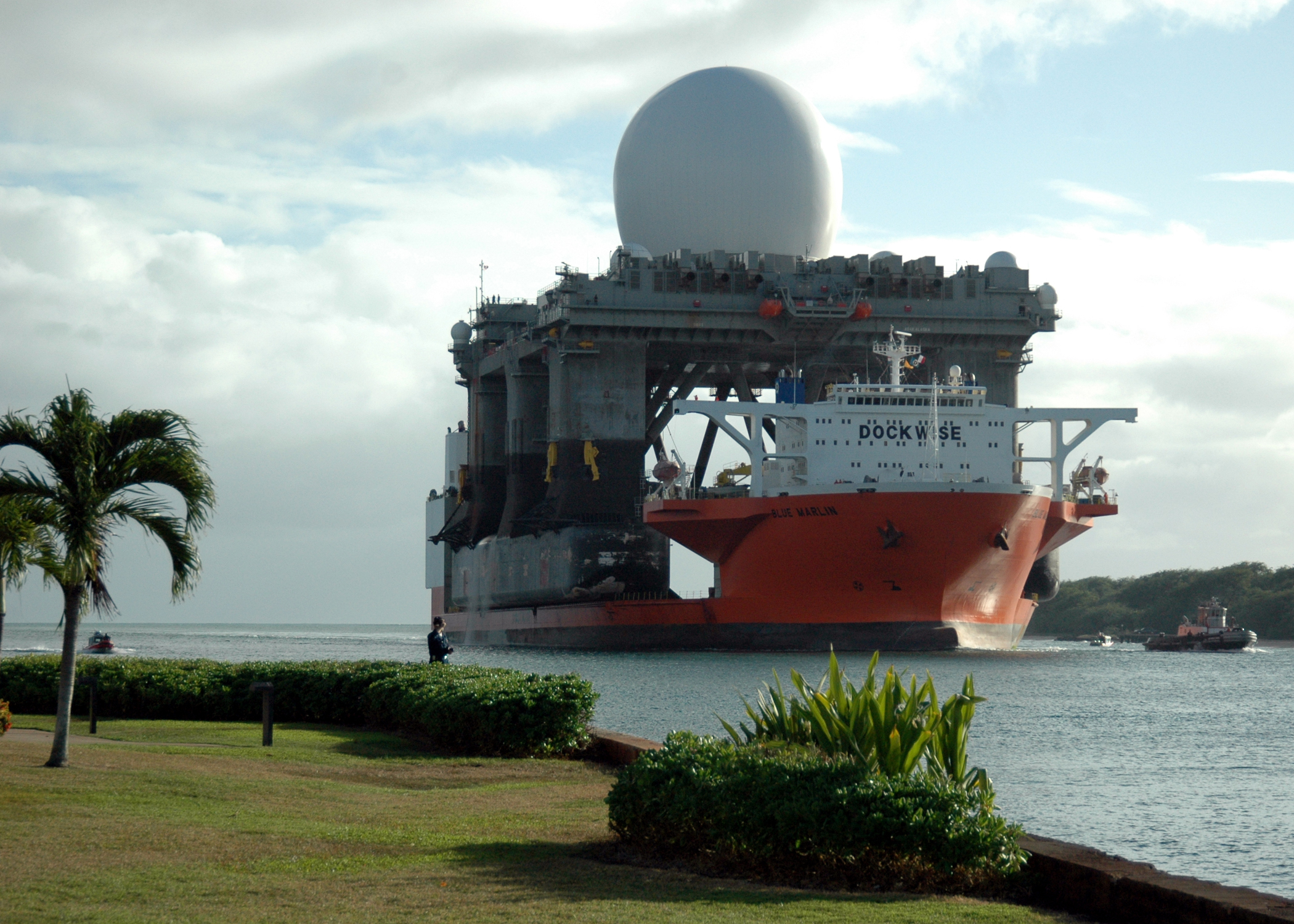
海基X波段雷達抵達珍珠港，攝於2006年1月。

陸基中段防禦系統（GMD）過去被稱為國家飛彈防禦系統（NMD），在2002年為了和其他的反飛彈計畫有所區分而改變稱呼，例如太空基和海基的攔截計畫，以及再入大氣層階段與加速階段彈道飛彈的攔截計畫（參見飛行階段）。
波音綜合國防系統集團是此計畫主要承包商，負責監督和整合其他分包商。陸基中途防禦系統的主要關鍵系統包括:
- 陸基攔截器（GBI） - 洛克希德·馬丁公司
  - 彈頭 -外大气层动能杀伤拦截器（EKV）- 雷神公司
- 戰場管理指揮管制通訊系統（BMC3） - 諾斯洛普‧格魯曼公司
- 陸基雷達（GBR）
- 改良式早期預警雷達（UEWR）或鋪路爪長程預警雷達(PAVE PAWS)
- 前沿配置X波段雷達（FBXB）例如雷神AN / TPY-2早期飛彈預警雷達或海基X波段雷達平台

## 歷程
| 飛彈階段 | 上升段                                                                                       | 中段 | 下降段                                                                                 |
| 計畫     | 战区导弹防御系统(TMD)                                                                        | 星戰計畫→ 国家导弹防御系统(NMD) →陸基中段防禦系統 | 戰術飛彈防禦                                                                           |
| 內容     | 1993年提出一種前沿抵近部屬于潛在敵國的上升段偵測與攔截系統，防衛目標為速度約3公里/秒的目標。 | 已經飛出大氣層外目標速度約7公里/秒的洲際飛彈，中段攔截計畫美國有較長時間研製，最初提出的星戰計畫未能實行，現狀演變為依賴地面雷達與海面神盾系統導引發射的攔截彈。 | 防衛目標為短程戰術飛彈或是已經逼近目標下降中的洲際飛彈，美國以愛國者飛彈作為最後工具。 |
| 現有工具 | 薩德系統(THAAD)                                                                              | 陸基攔截彈 標準三型飛彈 | 愛國者飛彈 薩德系統(THAAD) 标准六型导弹 SM-6 ERAM                                      |

2002年，美国政府将“国家导弹防御系统”改名為陸基中途防禦系統(GMD)專案，以分辨它和其他飛彈防禦計畫的不同處，例如太空衛星攔截、海基攔截、上升段攔截、重返段攔截等諸多方案。
2004年7月22日，第一具陸基攔截系統部署於阿拉斯加 Ft. Greely, (63°57′14″N 145°44′06″W / 63.954°N 145.735°W)。2004年底為止已經部署六枚還有兩枚於加州范登堡空軍基地，在Ft. Greely於2005又加裝了兩枚，本系統已經可以提供基礎防禦能力。
2004年12月15日，馬紹爾群島舉行的攔截測試失敗，因為阿拉斯加科迪亞克島的攔截器發射後16分鐘出現異常運動。
五角大廈發言人Larry DiRita於2005年1月13日五角大廈記者會上說"我不認為宣告系統可以運作就是目標達成。我只是說初步運作能力的目標已經在2004年底達成"。總之，最大的問題是資金"有一些部分已經可以運作但是有一些部分還不行，如果國會更關注和給更多資金於本專案，它將會相對上更快運作。" 
2005年1月18日，美國戰略司令部指揮官督導設立「整體飛彈防禦聯合機制指揮部.JFCC IMD」，一旦該機構啟動，將推動發展科技和能力進行全球飛彈防衛和支援。
2005年2月14日，其他測試失敗的攔截發射都是因為瓜加林環礁的地面支援設施故障導致，不是攔截器飛彈本身原因。
2005年2月24日，美國國防部飛彈防禦處測試了神盾系統海基攔截效能，成功攔截靶彈。這是首次標準三型飛彈（SM-3）攔截器成功運作也是第五次神盾系統實測成功。在2005年11月10日 USS Lake Erie（CG-70）號軍艦偵測追蹤並攔截到一枚兩節式靶彈，於該彈發射後兩分鐘。
2006年9月1日，陸基中途防禦系統測試成功。一枚攔截器從范登堡空軍基地發射攔截從阿拉斯加發射的靶彈，地面支援人員都在科羅拉多泉進行操作。本測試後飛彈防衛處指導官Trey Obering將軍說：「我們已經可以進行長程飛彈防禦系統的全程測試。」  本次目標彈沒有任何誘餌或是反制裝備.
美國海基X頻雷達系統已經開始部署於若干船艦。
2007年2月24日，經濟學人雜誌報告美國駐北約代表Victoria Nuland，已經開始在北約中商量許多歐洲防禦基地的可能地點。她也確認此點「美國已經和英國商量未來關於此系統參與。」
在2007年2月份，美國開始接觸波蘭和捷克商量設立陸基中程飛彈防禦基地於這些國家的可能。根據捷克官方報告（將近67%捷克民眾不同意）建立飛彈防禦雷達以支援將要建在波蘭的飛彈防禦基地，該基地主要是為了歐洲防禦來自伊朗的長程飛彈。.
2008年2月23日，美國成功擊落一枚衛星（演習）。